# Gastón Blanc
Gastón Oscar Blanc (San José, Entre Ríos, Argentina, 24 de julio de 1996) es un futbolista argentino. Juega de mediocampista y su equipo actual es Macará de la Serie A de Ecuador.

## Trayectoria
Inició su carrera en Colón de Santa Fe.Debutó al nivel profesional con Atlético Paraná el 29 de septiembre de 2017 en un empate sin goles ante Gimnasia de Concepción por el Torneo Federal A. Anotó su primer gol el 27 de noviembre en una derrota 2-1 ante Douglas Haig, también por el Torneo Federal A. Posteriormente jugó en Defensores de Pronunciamiento, Atlético Camioneros, y Almagro.
El 8 de enero de 2024, fue anunciado como nuevo jugador de Portuguesa de Venezuela. En su tiempo con el Rojinegro, disputó 32 encuentros en la Primera División Venezolana, y dos encuentros de la Copa Libertadores 2024. Al final de la temporada abandonó el club debido a problemas financieros.
El 19 de diciembre de 2024, fue confirmado como nuevo refuerzo de Macará de Ecuador.

## Estadísticas

### Clubes
Actualizado al último partido disputado el 17 de agosto de 2025.
| Club                                    | Div.          | Temporada     | Liga  | Liga  | Copas nacionales | Copas nacionales | Copas internacionales | Copas internacionales | Total | Total |
| Club                                    | Div.          | Temporada     | Part. | Goles | Part.            | Goles            | Part.                 | Goles                 | Part. | Goles |
| --------------------------------------- | ------------- | ------------- | ----- | ----- | ---------------- | ---------------- | --------------------- | --------------------- | ----- | ----- |
| Atlético Paraná Argentina               | 3.ª           | 2017-18       | 26    | 1     | —                | —                | —                     | —                     | 26    | 1     |
| Atlético Paraná Argentina               | Total club    | Total club    | 26    | 1     | 0                | 0                | 0                     | 0                     | 26    | 1     |
| Defensores de Pronunciamiento Argentina | 3.ª           | 2018-19       | 24    | 3     | 2                | 0                | —                     | —                     | 26    | 3     |
| Defensores de Pronunciamiento Argentina | Total club    | Total club    | 24    | 3     | 2                | 0                | 0                     | 0                     | 26    | 3     |
| Deportivo Caminoneros Argentina         | 3.ª           | 2018          | 5     | 0     | —                | —                | —                     | —                     | 5     | 0     |
| Deportivo Caminoneros Argentina         | Total club    | Total club    | 5     | 0     | 0                | 0                | 0                     | 0                     | 5     | 0     |
| Almagro Argentina                       | 2.ª           | 2020-21       | 7     | 0     | —                | —                | —                     | —                     | 7     | 0     |
| Almagro Argentina                       | 2.ª           | 2021          | 19    | 0     | —                | —                | —                     | —                     | 19    | 0     |
| Almagro Argentina                       | 2.ª           | 2022          | 18    | 0     | —                | —                | —                     | —                     | 18    | 0     |
| Almagro Argentina                       | 2.ª           | 2023          | 29    | 1     | 3                | 0                | —                     | —                     | 32    | 1     |
| Almagro Argentina                       | Total club    | Total club    | 73    | 1     | 3                | 0                | 0                     | 0                     | 76    | 1     |
| Portuguesa · Venezuela                  | 1.ª           | 2024          | 32    | 0     | —                | —                | 2                     | 0                     | 32    | 0     |
| Portuguesa · Venezuela                  | Total club    | Total club    | 32    | 0     | 0                | 0                | 2                     | 0                     | 34    | 0     |
| Macará · Ecuador                        | 1.ª           | 2025          | 13    | 2     | 0                | 0                | 0                     | 0                     | 13    | 2     |
| Macará · Ecuador                        | Total club    | Total club    | 13    | 2     | 0                | 0                | 0                     | 0                     | 13    | 2     |
| Total carrera                           | Total carrera | Total carrera | 173   | 7     | 5                | 0                | 2                     | 0                     | 180   | 7     |
| 1. 2.                                   |               |               |       |       |                  |                  |                       |                       |       |       |